# Planine (roman)
Planine je naslov prvog hrvatskog romana, koji je napisao i 20. rujna 1536. završio Petar Zoranić, a objavljen je u Mletcima 1569., nakon piščeve smrti.
To je pastirsko-alegorijski roman (čest tip proze u tom razdoblju), pisan u prozi i stihu. 
Radi se o jedinstvenom djelu te vrste u hrvatskoj književnosti, s preuzetim motivima iz latinske i talijanske književnosti te vidljivim utjecajem Vergilija, Ovidija, Dantea, Boccacia, Petrarke, Jacopa Sannazara (autor pastirskog romana Arcadia), ali i domaćih književnika poput Marka Marulića i hrvatskih začinjavca.
Roman se sastoji od 24 poglavlja, a u uvodu se nalazi posveta ninskom kanoniku Mateju Matijeviću.

## Sadržaj
Djelo govori o pjesnikovom izmišljenom sedmodnevnom putovanju hrvatskim planinama koje poduzima da bi zaboravio na ljubavne jade. No, temeljna ideja je zapravo domoljubna.
Glavni junak je pastir Zoran (sam Zoranić), koji već sedam godina pati zbog neuzvraćene ljubavi prema djevojci Jagi. Jednog jutra lutajući je stigao do izvora Vodica jer mu je dodijao život. Tada se iz vrela pojavila vila Zorica (Napeja), koja mu je savjetovala da ode u planine gdje se nalazi biljka koja će izliječiti njegovu bol. Tada je na zlatnoj jabuci ugledao prelijepu vilu Milost (Milošća), koja ga je prevela preko mora u Podgorje, odakle je nastavio sam. No, uskoro je naletio na zvijer, od koje ga je vila Milost spasila i povela ga sigurnijim putevima. Nakon toga, došao je do Vražjih vrata (Paklenica), gdje mu je vila ispričala priču o mladoj djevojci Buri. Idućeg dana, Zoran je sreo društvo pastira s kojima je proveo iduća tri dana. Petog dana, Zoran čuje od pastira priču o postanku Velebita i krene dalje prema istoku. Tu naiđe na malu skupinu pastira, koji su se požalili kako ih napadaju vuci s istočnih strana (Turci), pa su mnogi pastiri pobjegli. Idući dan, Zoranu se javlja vila Svist (Svijest) koja ga uputi vilenici Dinari. Dinara ga oslobodi svojim čarobnjačkim moćima. Tada Zoran usne viziju o četiri vile u "perivoju od Slave". One su vile Latinka, Kaldejka, Grkinja i Hrvatica. Dok prve tri drže u rukama mnoštvo zlatnih jabuka (simbol književnog djela), vila Hrvatica je siromašna i potuži mu se zbog malog broja književnih djela na narodnom jeziku. Šestog dana, Zoran kreće kući, a na putu sretne Dinarinu kćer, vilu Krku, koja ga vodi preko Knina, Skradina i Šibenika do ušća Krke (na ušću vila nestane). Tada, vila Milost ga ponovno na zlatnoj jabuci vraća u Zaton, odakle je krenuo. Tu nailazi na grob ninskog biskupa Jurja Divnića i zaklinje se da će slijediti put Božje ljubavi.

## Značenje i pouka
"Planine" su pisane u vrijeme velike turske opasnosti, a svijest o tome nadahnula je i Zoranićevo djelo; ona ga je i prožela domoljubnim zanosom, pred kojim blijede i povlače se sve pjesnikove osobne brige, nevolje i želje. 
"Planine" su zapravo alegorija: one su san, prenesen u tobožnji Zoranov put od Nina morem do Starigrada pod Velebitom, a otuda uzbrdo, Paklenicom, preko Velebita, pa od Like prema Dinari, da bi se rijekom Krkom spustio do Šibenika i otuda morem natrag do Nina. Praćeno stihovima petrarkističkog i pastirskoga glasa, Zoranićev roman, oživljujući arkadijsku idilu prirode, odjekuje "tužbenim pojem pastirov od rasute bašćine", ali se i odziva na prigovor vile Hrvatice u perivoju od slave (poglavlje XX.): ona prekorava Hrvate, koji mnozi mudri i naučeni jesu, ki sebe i jazik svoj zadovoljno pohvaliti i naresiti umili bi", ali se oni stide svoga jezika hrvackoga i radije pišu tuđim jezicima. Tako je Zoranić tri stoljeća prije Ilirskoga pokreta stao u obranu hrvatskog jezika, što je jedna od najvažnijih značajki ovog djela.

## Suvremena izdanja
- 2000. Nakladnik Matica hrvatska, s izvornika u suvremeni hrvatski jezik prenio Marko Grčić, priredio Josip Bratulić[2]

- 2021. Nakladnik Turistička zajednica grada Nina, s izvornika u suvremeni hrvatski jezik prevela i ilustrirala Tamara Bućan

## Vanjske poveznice

### Mrežna sjedišta
- Matica Hrvatska: Petar Zoranić - stablo domovine  Arhivirana inačica izvorne stranice od 26. ožujka 2016. (Wayback Machine)

### Ostali projekti
|  | Wikizvor ima izvorni tekst Planine |